# Cwetan Cwetanow
Cwetan Genczew Cwetanow, bułg. Цветан Генчев Цветанов (ur. 8 kwietnia 1965 w Sofii) – bułgarski polityk i działacz samorządowy, wiceburmistrz Sofii (2005–2006), deputowany do Zgromadzenia Narodowego, długoletni bliski współpracownik Bojka Borisowa, w latach 2006–2010 przewodniczący założonej przez niego partii Obywatele na rzecz Europejskiego Rozwoju Bułgarii (GERB), od 2009 do 2013 wicepremier i minister spraw wewnętrznych.

## Życiorys

### Wykształcenie i praca zawodowa
Cwetan Cwetanow został absolwentem Narodowej Akademii Sportu w Sofii, gdzie studiował w latach 1988–1992. Specjalizował się w wychowaniu fizycznym, uzyskał także uprawnienia trenera lekkoatletyki. Między 1998 a 2000 ukończył studia podyplomowe z zakresu prawa na Uniwersytecie Gospodarki Narodowej i Światowej w Sofii, zaś od 2003 do 2005 zdobywał dodatkowe kwalifikacje z zakresu ochrony prawnej, wywiadu, zarządzania i zwalczania terroryzmu na kursach organizowanych m.in. przez FBI w Budapeszcie, Madrycie, Waszyngtonie i Roswell.
W latach 1989–2001 pracował jako inspektor, a następnie jako kierownik w centrum informacyjno-administracyjnej obsługi obywateli oraz w oddziale ds. technologii informacyjnej i automatyzacji zarządzania przy Ministerstwie Spraw Wewnętrznych. Od 1997 do 2001 był także zatrudniony jako ekspert w oddziale zarządzania zasobami ludzkimi przy MSW.

### Działalność polityczna
Między 2001 a 2005 pracował jako asystent sekretarza stanu w Ministerstwie Spraw Wewnętrznych Bojka Borisowa, z którym następnie związał swoją karierę polityczną.
Po wyborze Bojka Borisowa na stanowisko burmistrza Sofii Cwetan Cwetanow w 2005 objął stanowisko wiceburmistrza. 3 grudnia 2006 został przewodniczącym nowo założonej partii Obywatele na rzecz Europejskiego Rozwoju Bułgarii (GERB), zrzekając się jednocześnie funkcji wiceburmistrza. Ugrupowaniem tym kierował do 10 stycznia 2010, kiedy to ustąpił na rzecz jej faktycznego lidera – Bojka Borisowa.
Z ramienia tej partii wystartował w wyborach parlamentarnych w 2009. GERB zwyciężył w wyborach, jeden z mandatów w Zgromadzeniu Narodowym 41. kadencji przypadł Cwetanowi Cwetanowowi. Jego nazwisko pojawiło się jako jedno z pierwszych przy obsadzaniu stanowisk ministerialnych, Bojko Borisow kilka dni po wyborach zapowiedział jego nominację na ministra spraw wewnętrznych. Urząd ten z jednoczesną funkcją wicepremiera Cwetan Cwetanow sprawował od 27 lipca 2009 do 13 marca 2013.
W 2013, 2014 i 2017 z powodzeniem ubiegał się o poselską reelekcję na 42., 43. i 44. kadencję. W międzyczasie toczyło się przeciwko niemu postępowanie karne dotyczące przestępstw urzędniczych z okresu pełnienia funkcji ministra, zakończone ostatecznie uniewinnieniem polityka. W trakcie 44. kadencji złożył mandat deputowanego, doszło do tego po ujawnieniu, że nabył apartament mieszkalny znacznie poniżej wartości rynkowej takiej nieruchomości.
W 2020 odszedł z partii GERB, po czym założył własne ugrupowanie pod nazwą Republikanie dla Bułgarii. Partia ta w 2021 nie przekroczyła progu wyborczego.

## Życie prywatne
Cwetan Cwetanow jest żonaty, ma dwie córki.